# 上部式フィルター

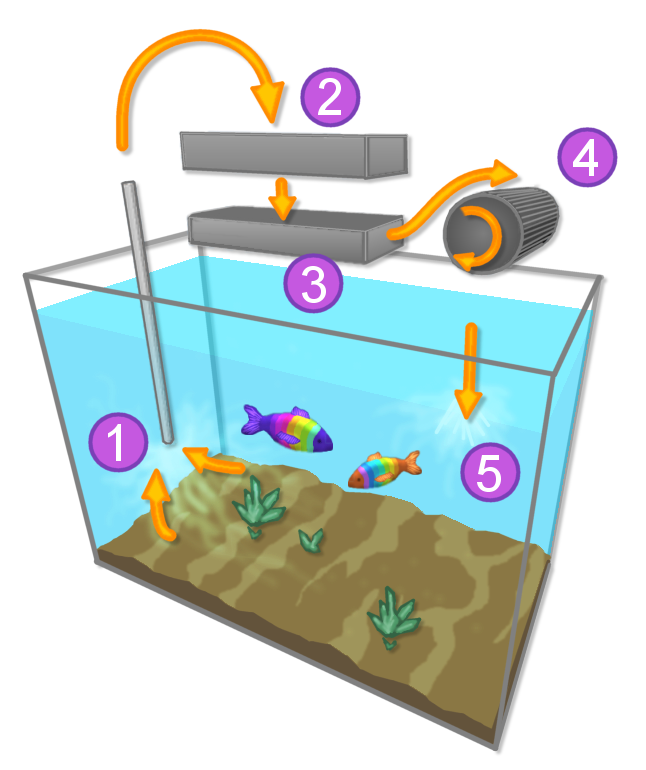
上部式フィルター

上部式フィルター（じょうぶしきフィルター）は、アクアリウムにおいて使用されるフィルター（ろ過器）の一種である。水槽の上部に設置される。

## 概要
水槽の水は、ポンプによってろ過器に汲み上げた後、ろ過槽を通過する際にろ過され、重力によって再び水槽内へ落下し循環する。
槽を複数持つものがあり、例えば第一槽はドライ式で物理ろ過を行い、第二層はウェット式で生物ろ過、第三槽で化学ろ過を行う。
ろ材は、ウールマット、スポンジ、炭、牡蠣殻、砂利、セラミックなどの多孔質材料など多種多様なものが使用されている。
汲み上げられた水がろ過槽から本水槽へ落ちる際に空気を巻き込むことから、水への酸素供給をも行われる。
本方式の利点は、水槽の上部空間を利用するためにフィルター設置のための追加場所を必要としない事、特に60cm幅の物は安価である事、ろ過材洗浄等のメンテナンスが手軽に行える事などである。良好なメンテナンス性は生体メインの水槽、金魚等の水を汚しやすい魚種の飼育に適している。
底面式フィルターと併用される場合があり、相互に連結する為のパイプも市販されている。「オールインワン」タイプの水槽では、ろ過に上部式と底面式が採用されるのが一般的になっている。
かつては、アクアリウム用水槽のデファクトスタンダードであり、現在でも60cmから90cm程度の水槽で多く使用されている。フレーム付き水槽でしっかりと設置する事が出来る。同じ色でデザインも統一された照明装置も共に販売されている場合があり、比較的安価な「水槽、フィルター、照明」のセットで販売も見られる。一方、二酸化炭素追加装置により追加された二酸化炭素を空気中へ逃がしてしまう事と、水槽上部の照明設置スペースが削られるため水草の育成には不向きとされる。